# Tarsul
Tarsul é uma comuna francesa na região administrativa da Borgonha-Franco-Condado, no departamento de Côte-d'Or. Estende-se por uma área de 9,77 km². Em 2010 a comuna tinha 159 habitantes (densidade: 16,3 hab./km²).